# 良友画報

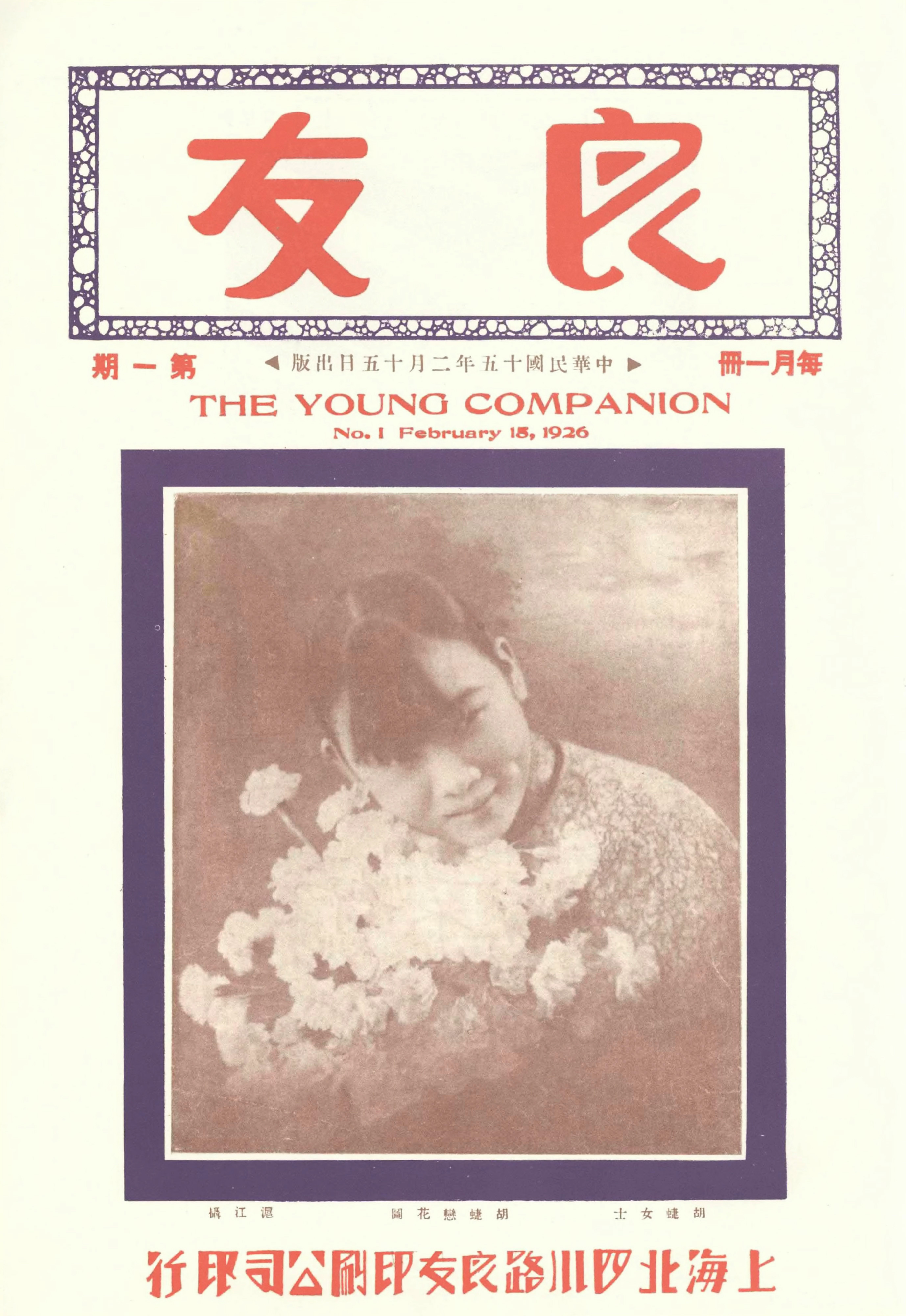
創刊号の表紙

『良友画報』（りょうゆうがほう）は1926年から1945年までに出版していた中華民国のグラビア雑誌である、全部で174号を出版した。
創刊号の表紙を飾ったのは俳優の胡蝶である。1926年11月に初めての特別号『孫中山先生記念特刊』を出版した。創刊二年目で月間発行部数4万部を達成した。
1938年、日中戦争の影響で香港に移転したが、1939年2月から上海に発行を再開した。しかし、1941年9月に旧日本軍の圧力で廃刊した。1945年に一時復活を実現しても再度、廃刊した。日中戦争期では傀儡政権の支配地域に『青年良友』という『良友』を真似した雑誌もあったが、汪兆銘政権の親日思想を宣伝するプロパガンダ誌だった。